# 許甫
許甫（1982年8月16日—）是中華民國台灣高雄市出身的記者、節目主持人與政治人物。畢業於國立政治大學新聞學系。曾任TVBS新聞台記者、主播。2015年6月加入中天新聞台，擔任記者、主播。2022年3月1日轉任台灣民眾黨文宣創意部主任。2023年4月19日改任民眾黨副秘書長。
其妻為前台北市政府發言人陳智菡。2017年其長女出生。

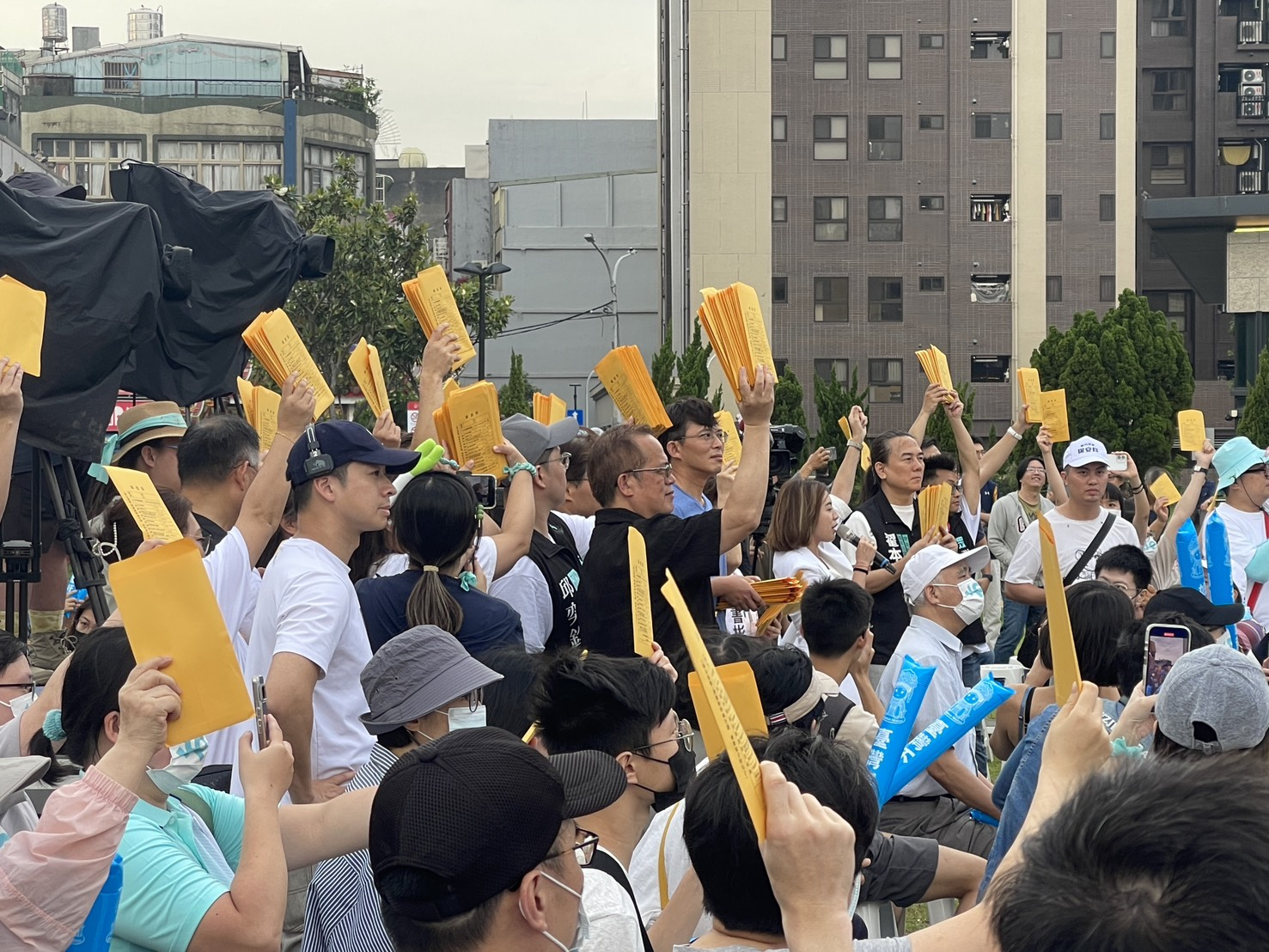
人民要當家桃園場的許甫。

## 主持節目
- 中天新聞台《中天調查報告》主持人
（2015年12月～2016年9月11日）
- 中天新聞台《大國武器大觀》與張雅婷主持
（2016年9月4日～2018年12月29日）
- 中天新聞台《大政治大爆卦》與周玉琴主持
（2019年5月16日-2020年3月6日）
- 中天新聞台《十月驚奇軍武大觀》與陳文越主持
（2020年10月10日）
- 中天新聞台《大新聞大爆卦》主持人
（2020年12月14日-2021年2月22日）主持1500時段，2021年2月23日與馬千惠共同主持14：00-16：00
- 中天新聞台《爆卦頭條》主持人
（2020年12月19日-2021年3月27日）
- 中天新聞台《前進戰略高地》主持人
（2021年4月3日～2022年2月26日）
- 中天新聞台《綠也掀桌》主持人
（2021年4月7日～2022年2月23日）
- 中天新聞台《論文門開箱》主持人
（2021年4月9日～2022年2月25日）
- 台灣民眾黨網路政論節目《踢批批開講》主持人

## 獲獎記錄

### 兩岸新聞獎
| 年份 | 獲提名               | 獎項                      | 結果 |
| ---- | -------------------- | ------------------------- | ---- |
| 2013 | 兩岸新一代挑戰與困局 | 兩岸新聞獎 電視新聞報導獎 | 優勝 |

## 爭議事件
2014年3月31日，因同業在30日的佔領凱道現場報導時被民眾干擾，為被騷擾的採訪記者表達不平，引起一般民眾的討論。

## 外部連結
- 主播介紹 許 甫－中天電視（繁體中文）
- 【關於民眾黨】現任黨公職－台灣民眾黨
- 許甫的Facebook專頁（繁體中文）